# Уряд Евіки Сіліні
Уряд Евіки Сіліні (лат. Siliņas ministru kabinets) — 42-й і чинний кабінет міністрів Латвії, який склав присягу 15 вересня 2023 року після того, як Евіка Сіліня була запропонована на посаду прем'єр-міністра президентом Едгарсом Рінкевичсом і обрана Сеймом.
Уряд є коаліцією між Новою єдністю, Cоюзом зелених і селян та Прогресивними.

## Розподіл партфелів
|  | Нова єдність         | 8 |
|  | Союз зелених і селян | 4 |
|  | Прогресивні          | 3 |

## Склад
| Nr. | Офіс                                                                  | Фото | Діючий              | Вечірка              | Вечірка | В офісі           |
| --- | --------------------------------------------------------------------- | ---- | ------------------- | -------------------- | ------- | ----------------- |
|     | Прем'єр-міністерка Латвії                                             |      | Евіка Сіліня        | Нова єдність         |         | 15 вересня 2023 – |
| 1.  | Міністр оборони                                                       |      | Андріс Спрудс       | Прогресивні          |         | 15 вересня 2023 – |
| 2.  | Міністр закордонних справ                                             |      | Кріш'яніс Каріньш   | Нова єдність         |         | 15 вересня 2023 – |
| 3.  | Міністр економіки                                                     |      | Віктор Валайніс     | Союз зелених і селян |         | 15 вересня 2023 – |
| 4.  | Міністр фінансів                                                      |      | Арвілс Ашераденс    | Нова єдність         |         | 15 вересня 2023 – |
| 5.  | Міністр внутрішніх справ                                              |      | Ріхардс Козловскіс  | Нова єдність         |         | 15 вересня 2023 – |
| 6.  | Міністерка освіти і науки                                             |      | Анда Чакша          | Нова єдність         |         | 15 вересня 2023 – |
| 7.  | Міністр клімату та енергетики                                         |      | Каспарс Мелніс      | Союз зелених і селян |         | 15 вересня 2023 – |
| 8.  | Міністерка культури                                                   |      | Агнесе Логіна       | Прогресивні          |         | 15 вересня 2023 – |
| 9.  | Міністр добробуту                                                     |      | Улдіс Аугуліс       | Союз зелених і селян |         | 15 вересня 2023 – |
| 10. | Міністр транспорту                                                    |      | Каспарс Брішкенс    | Прогресивні          |         | 15 вересня 2023 – |
| 11. | Міністерка юстиції                                                    |      | Інесе Лібіня-Егнере | Нова єдність         |         | 15 вересня 2023 – |
| 12. | Міністр охорони здоров'я                                              |      | Хосамс Абу Мері     | Нова єдність         |         | 15 вересня 2023 – |
| 13. | Міністерка охорони навколишнього середовища та регіонального розвитку |      | Інга Берзіня        | Нова єдність         |         | 15 вересня 2023 – |
| 14. | Міністр сільського господарства                                       |      | Арманд Краузе       | Союз зелених і селян |         | 15 вересня 2023 – |